# 帕特·拉方丹
帕特·拉方丹（英語：Pat LaFontaine，1965年2月22日—），美国男子冰球运动员。他曾代表美国国家队参加1984年和1998年冬季奥林匹克运动会冰球比赛，分别获得第七名和第六名。